# Kaetelaers
Vastelaovesvereiniging De Kaetelaers is een Nederlandse carnavalsvereniging uit Steyl, na de Tweede Wereldoorlog opnieuw opgericht in 1952.

## Ontstaan
Tijdens de Tweede Wereldoorlog in de winter van 1944-1945 lagen Tegelen en Steyl in het frontgebied. Op de tweede kerstdag van 1944 werd door de pastoor van de hoofdparochie (St. Martinus) in de kapel van het ziekenhuis de gelofte afgelegd dat er 25 jaar geen carnaval gevierd zou worden, wanneer Tegelen van verdere rampen gespaard bleef. Na de oorlog, in 1946, bekrachtigde de gemeenteraad van Tegelen deze gelofte: geen optochten meer en geen maskerade en kostumering. Naderhand zag men in dat een gelofte in angst gedaan in feite niet als zodanig beschouwd mag worden. De gelofte werd in 1951 nietig verklaard en in 1952 werd Vastelaovesvereiniging De Kaetelaers opgericht.
Kenmerkend voor Vv. De Kaetelaers is de Duuvelswagen: een praalwagen waarop een metershoge, rokende ketel met daarnaast een grote draak staat. Tijdens het Kaetelgerich (Ketelgerecht) worden in die ketel de verdachten geworpen. Jaarlijks rijdt de wagen, bezet door Vors Lucifer, Jeugd Vors Lucifer en  tientallen duivels, mee in de optochten.
De vereniging kent geen Raad van Elf of Prins Carnaval. Vastelaovesvereiniging De Kaetelaers wordt geleid door een geüniformeerd bestuur: tijdens de carnavalsactiviteiten zijn alle bestuursleden herkenbaar gekleed in een rood-zwart kostuum, met een rood-witte steek en een bestuursketting.

## Kaetelgerich
Het kaetelgerich is een ludiek volksgericht, dat tweemaal in de vijf jaar zitting houdt. Veelal wordt op carnavalsdinsdag de bevolking van het Kaetelgerich in kennis gesteld door middel van een optocht door de Steyler straten, aangevoerd door Vors Lucifer op de Duuvelswagen. Daarna volgt de openbare zitting. Het Gerechtshof bestaat uit de officier (rechter), advocaat, griffier, openbare aanklager, Vrouwe Justitia en Vors Lucifer. Er worden zaken rechtgezet die in de ogen van de burgerij krom zijn.
Het ontstaan van het Kaetelgerich is terug te voeren tot 1883. De aanleiding hiervoor lag bij het faillissement van de toenmalige Woltersbank uit Venlo, waardoor 39 werknemers van de oudste Tegelse ijzergieterij hun baan kwijtraakten. Onder hen was ook boekhouder Van Poppel, die had gehoord van een ludiek volkstribunaal dat in de omgeving van Luik werd opgevoerd. Algemeen aangenomen wordt dat deze Van Poppel de uitvinder is van het Sjteyler Kaetelgerich.
De opvoering van het eerste Kaetelgerich, waarvoor een advertentie stond in het Venloosch Weekblad van februari 1883, vond op drie plekken plaats: “Op de Paer, in Nabbe, en beej de Sjnook”. Een vaste plaats van handeling was er niet. Daarna is het tot 1909 met enige regelmaat opgevoerd. De duivels werden ook uitgenodigd om het Kaetelgerich op de markt in Venlo op te voeren. Doordat de toenmalige wagen met ketel in Venlo niet onder de Roermondsepoort door kon, is dit echter nooit doorgegaan. In 1909 is er weer een Kaetelgerich gehouden op verschillende plaatsen in Steyl.
De Eerste Wereldoorlog veroorzaakte een pauze in de opvoeringen. Het eerste Kaetelgerich werd in 1928, waarna het tot aan de Tweede Wereldoorlog in 1937 en 1939 nogmaals plaatsvond.

### De duivelswagen
Er zijn voor zover bekend een vijftal carnavalswagens gebouwd. De eerste, uit 1883, was een eenvoudige kar met daarop als ketel een houten aardmolen. In 1928 werd de brandbare aardmolen vervangen door een ijzeren ketel en deed de draak aan weerszijden van de wagen zijn intrede. In 1952 werd de eerste naoorlogse wagen gebouwd, naar ontwerp van kunstenaar Daan Wildschut. Deze werd na veel renovaties in 1981 definitief door een nieuwe, tweekoppige draak vervangen (ontwerp Jac Thönissen en Dré Peeters).
De tegenwoordige wagen, ontworpen door Henk van Gerven, is zo'n 6 meter hoog en 12 meter lang. Deze wagen werd gebouwd in 1990, nadat de tweekoppige Duuvelswagen in 1988 door brand verwoest was. In 2001 is de wagen geheel vernieuwd naar het ontwerp van Pascal Thönissen.
De Duuvelswagen is ook te zien in de speelfilm Van God Los.

### Veroordeelden
In de loop van de geschiedenis zijn er veel mensen veroordeeld. Dit waren niet altijd lokale zondaars, ook mensen van buiten Steyl konden de vuurdood verwachten. Behalve de eerder genoemde Woltersbank bevonden zich onder de veroordeelden ook Phil Bloom (de eerste naakte vrouw op tv), de Tegelse Huub Stapel die zijn afkomst zou hebben verloochend, en in 2010 Geert Wilders die Steyl met een bijeenkomst van de PVV in rep en roer had gebracht. Ook toenmalig minister-president Joop den Uyl kon zich niet vrijpleiten.

### Jubilea
In 1983 werd het 100-jarig bestaan van het Kaetelgerich gevierd op de "Patersplak" (onder de Watertoren, in de tuinen van het Missiehuis St. Michaël) in Steyl. Onder regie van Pierre Driessen, oud-regisseur van passiespelen, werd dat jaar het Kaetelgerich opgevoerd.
In 1993 kreeg de vereniging ter gelegenheid van het 110-jarig jubileum (10 x 11) haar eerste vaandel. Het was gemaakt door twee Zusters van de Goddelijke Voorzienigheid uit het voormalig klooster Sint-Joseph in Steyl.
In 2004 werd het 121-jarig jubileum (11 x 11) gevierd. Hiervoor was er een speciale uitvoering van het Steyler Kaetelgerich op het museumplein in Steyl. De regie was in handen van Anne Noten. Ter gelegenheid van dit jubileum is een herinneringsbeeld opgericht en geschonken aan de Steylerse bevolking.

## Vors Lucifer
Sinds 1952 wordt er elk jaar op carnavalszondag een nieuwe Vors Lucifer uitgeroepen. Vastelaovesvereiniging De Kaetelaers onderscheidt zich daarmee van veel andere carnavalsverenigingen, waar een Prins Carnaval wordt gekozen. Vors Lucifer is een jaar lang de heerser over de Steyler duivels. De eerste Lucifer na de oorlog was in 1952 Chris Helmes. De oorsprong van het Luciferschap vindt men echter al terug in de jaren 20 en 30. Uit foto's van die tijd blijkt dat één persoon als "opperduivel" opvalt ten opzichte van alle andere duivels. Uit 1939 bestaat een foto waarop Sjang Driessen als Opperduivel staat afgebeeld.
In 1992 werd, in navolging van diverse verenigingen die een jeugdprins bekendmaakten, de eerste Jeugd Vors Lucifer uitgeroepen.

## Activiteiten
De vereniging organiseert onderstaande activiteiten:
- Veurproof: Interne opening van het carnavalsseizoen georganiseerd in het eerste weekend na het openen van het carnavalsseizoen op de “elfde van de elfde”. Vaak wordt er ook tijdens deze activiteit eenmaal in de vijf jaar "de Golde Kaetel" uitgereikt
- Duuvelszitting: Zitting met dans, muziek en buuts georganiseerd vijf weken voorafgaand aan het carnaval.
- Zjwaegelkesbal: Uitroepen van de Jeugd Vors Lucifer vier weken voorafgaand aan het carnaval.
- Receptie jeugd Vors Lucifer: Receptie drie weken voorafgaand aan het carnaval.
- Walpurgisnach..!: Carnavalszaterdagavond treedt traditioneel Vors Lucifer om 24.00 uur af op deze balavond. Het thema van deze avond is gebaseerd op de walpurgisnacht en in de jaren 70 en 80 verkleedde iedereen zich als duivel, demon of heks.
- Duuvelsbal: Ieder jaar wordt de nieuwe Vors lucifer bekendgemaakt op carnavalszondagavond tijdens het Duuvelsbal. Eén keer in de vijf jaar vindt de bekendmaking plaats in de buitenlucht. Dan wordt Vors Lucifer uit de "Hel" geroepen op de Patersplak in Steyl. In het verleden vond dit ook wel plaats in de Maashoek.
- Receptie Vors Lucifer: De Lucifer houdt zijn receptie op carnavalsmaandagavond.
- Jeugdptocht: Voor de kinderen is er jaarlijks op carnavalsdinsdagmiddag een optocht georganiseerd die door de Steyler straten trekt.
- Kaetelgerich: Het Kaetelgerich vindt plaats tweemaal in de vijf jaar. Het gerecht heeft vaak plaatsgevonden op de carnavalsdinsdag, maar ook op andere dagen ter gelegenheid van de diverse jubilea die gevierd zijn.

## Bron
1. 1 2 3  Fransen, T. & Gommans, G. (1984) Alaaf!: Carnaval in Nederland en België. Utrecht: Het Spectrum.
2. ↑  Venner, J. (2001) Geschiedenis van Limburg deel 2. Maastricht: Limburgs Geschied- en Oudheidkundig Genootschap.
3. ↑  Camps, H. (1982) Steyl, prenten met een praatje. Venlo: Uitgeversmaatschappij Dagblad voor Noord-Limburg B.V.

3kes (Venlo) · D'n Dreumel (Horst) · Jocus (Venlo) · Kaetelaers (Steyl) · AWC De Keien (Waalre) · Keieschièters (Arcen)  · Kraonige Zwaone (Huissen) · De Kwas (Venlo-Zuid) · De Marotte (Sittard) · De Mirlitophile (Valkenburg) · Oeles (Tegelen) · Rogstaekers (Weert) · De Tempeleers (Maastricht) · De Wannevleegers (Venlo) · Winkbülle (Heerlen) · Wortelepin (Blerick) · Worteleschrabbers (Boekend) · Uul (Roermond)
Voormalige verenigingen:
Momus (Maastricht)